# 夜会
夜会（やかい）とは、字義通りには夜に開かれる舞踏会や晩餐会のことを指すが、以下では、シンガーソングライターの中島みゆきが1989年から行っている舞台について述べる。

## 概要
コンサートでもない、演劇でもない、ミュージカルでもない「言葉の実験劇場」をコンセプトとして、1989年に開始した。1998年までは毎年開催されていたが、スケジュール上の都合で、現在は不定期開催である。開催場所は2004年までの13回は、一貫して渋谷のBunkamura・シアターコクーンで、Bunkamuraの主催事業（オフィシャルサプライヤーシリーズ）として開催されていたが、2006年の公演は、青山劇場で行われ、また同公演からは大阪のシアターBRAVA!でも開催されるようになった。2008年11月 - 12月の夜会VOL.15からは東京については赤坂ACTシアターで開催されている。現在は東京公演はTBSテレビ、大阪公演は毎日放送の主催で行われる。
シアターコクーン時代はチケットの入手が非常に困難だったことでも知られる。席種によっては1万円を超えるチケットもあり、当時としては通常のコンサートよりも高価であった。また開演が20時、終演が22時40分頃と通常の音楽公演よりも遅かった。小学生以下の入場は禁止されている。
夜会のオリジナル曲の一部は、中島のオリジナルアルバムに収録されることがある。また、夜会曲のみで構成されたオリジナルアルバムもある。

## 沿革
開始当初は明確な主題が存在せず、それまで中島が行ってきた通常のコンサートの延長線的存在であったが、1991年からは古典（故事）や日本神話などに着想を得た内容となり演劇色が強くなり、1994年からは完全なオリジナルストーリーとなった。また、舞台上で歌われる曲は当初は中島が1993年までに発表した楽曲と各回毎に書き下ろされた少数のオリジナル曲で構成されていたが、1995年からはテーマ曲である『二隻の舟(二雙の舟)』を除き、全て各回毎に書き下ろされたオリジナル曲で構成される様になった。
2013年よりそれまでの夜会で歌われた楽曲を披露するガラコンサート『夜会工場』を始める。現在VOL.2まで開催されている。

## 舞台
- シアターコクーンで上演されていた頃は、非常に大掛かりな舞台装置を使用したことでも知られている。
  - 舞台の床を一度撤去してその回のために用意された床を設置する
  - 舞台上に本物の雪を降らせる（Vol.3）
  - 本物の水を用いて舞台上に雨を降らせる（Vol.5）
- 夜会1989と夜会1990では、バンドもステージの上で演奏していたが、VOL.3からは床下にオーケストラピットの様な空間が設けられ、その中で演奏するという形態に変わる。

## 公演一覧
1. 夜会 （1989年11月17日 - 12月9日、全20公演）
  - 本格的な撮影が行われず、資料的な映像しか残されていない。未映像化作品。
2. 夜会1990（1990年11月16日 - 12月8日、全20公演）
  - この回から完全映像化され、発売のために収録されている。
3. 夜会VOL.3 KAN（邯鄲）TAN （1991年11月13日 - 12月7日、全20公演）
  - この回からストーリー性が打ち出されるようになった。中国の故事「邯鄲の夢」をテーマに、1人の女性が夢の中で見た少女から老婆になるまでに至る自己の一生を描いている。
4. 夜会VOL.4 金環蝕 （1992年11月12日 - 12月11日、全23公演）
  - 古事記の「天岩戸の物語」をモチーフに、日本女性の原点を描いている。
5. 夜会VOL.5 花の色はうつりにけりないたづらにわが身世にふるながめせし間に （1993年11月14日 - 12月11日、全22公演）
  - 小野小町の伝承と雨月物語の「浅茅が宿」をモチーフに、様々な「待つ女」を演じている。1993年12月4日公演で、通算100回公演を記録。
6. 夜会VOL.6 シャングリラ （1994年11月11日 - 12月10日、全23公演）
  - 初のオリジナルストーリーとなった作品。親子の絆をテーマに、母親を陥れ「シャングリラ」に住む母の敵（母の友人だったが裏切って母の代わりに大金持ちの家に嫁いだ）への復讐のために、その家にメイドとして潜り込んだ娘の物語。舞台はマカオ。
  - 多くの夜会作品に出演している香坂千晶は、この作品で夜会に初出演。
7. 夜会VOL.7 2/2（1995年11月26日 - 12月25日、全23公演）
  - この夜会から劇中の曲がすべてオリジナルとなった作品。幸せになろうとするたびに見えない何かに妨害されてしまう女性。彼女が傷心旅行に旅立った先の異国（ベトナム）で、過失から帰国できなくなったことをきっかけに、自らの過去や見えない何かの正体を知る物語。
  - 2005年、瀬戸朝香主演の映画化版が公開された。
8. 夜会VOL.8 問う女 （1996年11月25日 - 12月25日、全24公演）
  - ラジオのDJである女性が日本に出稼ぎに来たジャパゆきさんと偶然出会ったことをきっかけに、言葉の持つ力や意味に気づいてゆく物語。森上千絵と共演。
9. 夜会VOL.9 2/2 （1997年11月25日 - 12月27日、全25公演）
  - VOL.7の台本、演出、舞台装置を大きく変更した上での再演で、夜会初の再演となる。未映像化作品。1997年12月27日公演で、通算200回公演を記録。
10. 夜会VOL.10 海嘯 （1998年11月23日 - 12月25日、全25公演）
  - 在米の日本人女性が主人公。彼女は、両親を陥れた人物に復讐する手段となる商談のためロサンゼルスに向かうが、途中の旅客機内で結核のために喀血し、ハワイの療養所に収容される。
  - 本公演を以て、毎年上演というペースに一区切りが付き、以後およそ2年毎に上演という形になる。
11. 夜会VOL.11 ウィンター・ガーデン（2000年11月22日 - 12月25日、全26公演）
  - 谷山浩子との共演。原野商法をモチーフとした作品。漁協の金を横領した女が北海道で買った夢の住まいは実は廃屋。そこには一匹の野良犬と、槲（カシワ）の木があるのみだった。未映像化作品。
12. 夜会VOL.12 ウィンター・ガーデン （2002年11月26日 - 12月24日、全22公演）
  - VOL.11の再演。VOL.11で谷山浩子だった役には当初は吉田日出子が予定されていたが、吉田の急病のため、香坂千晶に変更。未映像化作品。
13. 夜会VOL.13 24時着 0時発 （2004年1月3日 - 1月28日、全20公演）
  - 宮沢賢治の「銀河鉄道の夜」をモチーフに、鮭の回帰やアイリッシュの要素を加え、命のリレーを表現した物語。
  - 本公演をもって、シアターコクーンでの公演は終了した。
14. 夜会VOL.14 24時着 00時発（2006年1月27日 - 5月14日、全36公演）
  - VOL.13の再演。初演時タイトルの「0時発」が「00時発」に変わっている。2006年2月4日公演で、通算300回公演を記録。
  - 夜会初の大阪公演が行われた。
15. 夜会VOL.15 〜夜物語〜元祖・今晩屋 （2008年11月20日 - 2009年2月15日、全35公演）
  - 安寿と厨子王（森鷗外・著『山椒大夫』）をモチーフにした物語。未映像化作品。
16. 夜会VOL.16 〜夜物語〜本家・今晩屋 （2009年11月18日 - 12月18日、全23公演）
  - VOL.15の再演。初演時タイトルの「元祖」が「本家」に変わっている。
17. 夜会VOL.17 2/2 （2011年11月19日 - 2012年2月21日、全36公演）
  - VOL.7、VOL.9の再々演で、夜会初の再々演となる。2013年にはBD/DVD化され、さらに『中島みゆき「夜会 VOL.17 2/2」劇場版』として初めて映画館で公開された[1]。2011年12月5日公演で、通算400回公演を記録。
18. 夜会VOL.18 橋の下のアルカディア （2014年11月15日 - 2014年12月16日、全23公演）
  - シンガーソングライターの中村中、声音人・石田匠と共演。『捨てる』『捨てられる』をテーマに橋の下の地下壕で暮らす人々を描いた作品。
  - 『中島みゆき 夜会 VOL.18 「橋の下のアルカディア」 -劇場版-』として、2016年2月20日から劇場公開[2]。
19. 夜会VOL.19 橋の下のアルカディア （2016年11月17日 - 2016年12月17日、全23公演）
  - VOL.18の再演。
20. 夜会VOL.20 リトル・トーキョー （2019年1月30日 - 2月27日、全20公演）
  - 渡辺真知子と共演。
  - VOL.6以来25年ぶりに既存曲と書き下ろし楽曲を織り混ぜたスタイルで上演される。

## 夜会工場
1. 夜会工場VOL.1（2013年11月22日 - 12月22日、全13公演）
  - 香坂千晶、植野葉子と共演。未映像化作品。
2. 夜会工場VOL.2（2017年11月26日 - 2018年2月18日、全18公演）
  - 第一弾で共演した香坂、植野に加え、中村中、石田匠が出演。
  - 2018年12月19日に公演の内容を収録したDVD、Blu-rayが発売。『夜会工場』初の映像化となる。

## 映像作品

### 概要
- 夜会1989の映像の一部は『THE FILM of Nakajima Miyuki』収録の「二隻の舟」の中で見ることが出来る。
- VOL.11（ツンドラ・バード～陽紡ぎ唄～朱色の花を抱きしめて、六花）とVOL.12（街路樹、氷脈、記憶）の映像は『夜会の軌跡 1989〜2002』で見ることが出来る。
- VOL.4及びVOL.6からVOL.10までは映画監督の根岸吉太郎が映像作品の監督を務めていた。
- VOL.4からは、ステージの映像に加えて、撮り下ろしの映像が使用され、独立した映像作品としての趣が強くなる。
- VOL.5は映像作品の他に、公演の制作過程を記録したドキュメント作品も同時発売された。
- ビデオ収録は基本的に中盤の2日間に行われている。シアターコクーン時代の公演のチラシには、当該日はカメラが場内に入る旨の告知があった。
- VOL.17は2013年11月9日から2週間限定でイオンシネマほか全国80館で上映された[1]。

|      | 発売日         | タイトル                                                                           | 発売元                                 | 形態        | 製造番号              |
| ---- | -------------- | ---------------------------------------------------------------------------------- | -------------------------------------- | ----------- | --------------------- |
| 1st  | 1991年11月7日  | 夜会1990                                                                           | ポニーキャニオン                       | VHS LD      | PCVP-50640 PCLP-00214 |
| 2nd  | 1992年10月21日 | 夜会VOL.3 KAN（邯鄲）TAN                                                           | ポニーキャニオン                       | VHS LD      | PCVP-51011 PCLP-00383 |
| 3rd  | 1993年11月3日  | 夜会VOL.4 金環蝕                                                                   | ポニーキャニオン                       | VHS LD      | PCVP-51293 PCLP-00481 |
| 4th  | 1994年11月2日  | 夜会VOL.5 花の色はうつりにけりないたづらにわが身世にふるながめせし間に             | ポニーキャニオン                       | VHS LD      | PCVP-51527 PCLP-00531 |
| 5th  | 1994年11月2日  | ドキュメント夜会VOL.5 花の色はうつりにけりないたづらにわが身世にふるながめせし間に | ポニーキャニオン                       | VHS LD      | PCVP-51528 PCLP-00532 |
| 6th  | 1995年11月1日  | 夜会VOL.6 シャングリラ                                                             | ポニーキャニオン                       | VHS LD      | PCVP-51742 PCLP-00577 |
| 7th  | 1996年11月7日  | 夜会VOL.7 2/2                                                                      | ポニーキャニオン                       | VHS LD      | PCVP-51942 PCLP-00614 |
| 8th  | 1997年11月19日 | 夜会VOL.8 問う女                                                                   | ポニーキャニオン                       | VHS LD      | PCVP-52235 PCLP-00660 |
| 9th  | 1999年12月1日  | 夜会VOL.10 海嘯                                                                    | ポニーキャニオン                       | VHS DVD     | PCVP-52764 PCBP-00159 |
| 10th | 2003年12月3日  | 夜会の軌跡 1989〜2002                                                              | ヤマハミュージックコミュニケーションズ | DVD         | YCBW-00008            |
| 11th | 2004年12月15日 | 夜会VOL.13 24時着 0時発                                                            | ヤマハミュージックコミュニケーションズ | DVD         | YCBW-10002            |
| 12th | 2008年11月19日 | 夜会VOL.14 24時着 00時発                                                           | ヤマハミュージックコミュニケーションズ | DVD         | YCBW-10017            |
| 13th | 2010年10月13日 | 夜会VOL.16 〜夜物語〜本家・今晩屋                                                  | ヤマハミュージックコミュニケーションズ | DVD Blu-ray | YCBW-10028 YCXW-10001 |
| 14th | 2013年11月11日 | 夜会VOL.17 2/2                                                                     | ヤマハミュージックコミュニケーションズ | DVD Blu-ray | YCBW-10037 YCXW-10005 |
| 15th | 2015年11月11日 | 夜会VOL.18 橋の下のアルカディア                                                    | ヤマハミュージックコミュニケーションズ | DVD Blu-ray | YCBW-10060 YCXW-10007 |
| 16th | 2018年12月19日 | 夜会工場VOL.2                                                                      | ヤマハミュージックコミュニケーションズ | DVD Blu-ray | YCBW-10086 YCXW-10013 |
| 17th | 2019年11月27日 | 夜会VOL.20 リトル・トーキョー                                                      | ヤマハミュージックコミュニケーションズ | DVD Blu-ray | YCBW-10094 YCXW-10014 |

## 出版物
今までに、以下に示す出版物が発表されている。
- シナリオ集

| 発売日          | タイトル                                                                 | 出版社   | ISBN                |
| --------------- | ------------------------------------------------------------------------ | -------- | ------------------- |
| 1992年11月10日  | 夜会Vol.3 KAN TAN                                                        | 角川書店 | ISBN 978-4048833226 |
| 1993年11月14日  | 夜会Vol.4 金環蝕                                                         | 角川書店 | ISBN 978-4048833493 |
| 1994年11月30日  | 夜会Vol.5 花のいろはうつりにけりないたづらにわが身世にふるながめせし間に | 角川書店 | ISBN 978-4048833936 |
| 1995年11月30日  | シャングリラ                                                             | 角川書店 | ISBN 978-4048834292 |
| 1997年4月25日   | 邯鄲 夜会1991                                                            | 幻冬舎   | ISBN 978-4877284312 |
| 金環蝕 夜会1992 | ISBN 978-4877284329                                                      | 幻冬舎   |                     |
| 1997年12月25日  | 花のいろはうつりにけりな 夜会1993                                        | 幻冬舎   | ISBN 978-4877285425 |

- 小説

| 発売日         | タイトル             | 出版社 | ISBN                |
| -------------- | -------------------- | ------ | ------------------- |
| 1996年12月6日  | 2/2                  | 幻冬舎 | ISBN 978-4877281380 |
| 1997年12月20日 | 問う女               | 幻冬舎 | ISBN 978-4877282004 |
| 1999年8月25日  | 2/2（文庫）          | 幻冬舎 | ISBN 978-4877287719 |
| 1999年12月10日 | 海嘯                 | 幻冬舎 | ISBN 978-4877283407 |
| 2001年1月15日  | ウィンター・ガーデン | 幻冬舎 | ISBN 978-4344000728 |

- 写真集

| 発売日        | タイトル        | 著者   | 出版社 | ISBN                |
| ------------- | --------------- | ------ | ------ | ------------------- |
| 2000年1月15日 | 夜会―中島みゆき | 田村仁 | 幻冬舎 | ISBN 978-4877283544 |